# Розкопинці
Розко́пинці — село у Сокирянській міській громаді Дністровського району Чернівецької області України.

## Історія
За даними на 1859 рік у власницькому селі Хотинського повіту Бессарабської губернії, мешкало 818 осіб (415 чоловічої статі та 403 — жіночої), налічувалось 125 дворових господарств, існували православна церква та поромна переправа.
Станом на 1886 рік у власницькому селі Секурянської волості, мешкало 929 особи, налічувалось 150 дворових господарств.

## Населення

### Мова
Розподіл населення за рідною мовою за даними перепису 2001 року:
| Мова       | Відсоток |
| ---------- | -------- |
| українська | 99,63%   |
| російська  | 0,37%    |

## Природоохоронні об'єкти
- «Чотири тополі»
- Джерело «Розкопинці»
- Урочище «Жафино»